# Wilsoniella flaccida
Wilsoniella flaccida là một loài rêu trong họ Ditrichaceae. Loài này được R.S. Williams Broth. mô tả khoa học đầu tiên năm 1909.